# Кипкорир, Стивен
Стивен Арусеи Кипкорир — кенийский легкоатлет, который специализировался в беге на 1500 метров. На олимпийских играх 1996 года выиграл бронзовую медаль, показав результат 3.36,72. Занял 14-е место на чемпионате мира по кроссу 1996 года. В 1996 году на соревнованиях Athletissima установил личный рекорд — 3.31,87. В финале Гран-при IAAF 1997 года занял 9-е место в беге на 1 милю.
После завершения спортивной карьеры он вступил в вооружённые силы Кении. Погиб в автомобильной аварии на дороге между городами Накуру и Элдорет.